# BOE (eenheid)

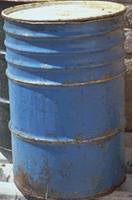
Een aardolievat.

BOE is een eenheid van energie. De letters staan voor de Engelse term Barrel of oil equivalent en betekenen vat olie-equivalent. Een BOE is de genormaliseerde verbrandingswarmte van een vat ruwe olie. Omdat de calorische waarde van ruwe olie verschilt naargelang de soort, is de exacte waarde vastgelegd bij conventie.
De Amerikaanse Internal Revenue Service (IRS) drukt de BOE uit
als:
- 5,8 × 106 BTU59 °F (15 °C)
- = 6,1178632 gigajoule
- ~ 1700 kWh

De BOE wordt vaak gebruikt door olie- en gasbedrijven om hun olie- en gasreserves te combineren in één eenheid. De BOE is daartoe ook gelijkgesteld aan 170 kubieke meter gas. 28 kubieke meter (~1000 kubieke voet) gas is dan gelijk aan ongeveer een zesde van de energie van een vat olie.